# 튀르키예 해군
튀르키예 해군(튀르키예어: Türk Deniz Kuvvetleri 튀르키예 해군부대)은 튀르키예의 군사 조직 중 하나로써, 튀르키예의 해역 방위를 책임지고 있다. 병력은 48,200명이며, 군용기 75대, 프리깃함 17척, 코르벳함 7척, 잠수함 14척, 미사일 고속전투정(FAC Missile Boats) 27척을 보유하고 있다.

## 같이 보기
- 튀르키예군
- 튀르키예 육군
- 튀르키예 공군
- 오스만 해군